# Śpiące królewny
Śpiące królewny (ang.: Sleeping Beauties) – powieść Stephena Kinga i jego syna Owena Kinga, której światowa premiera miała miejsce 26 września 2017, a polska na 24 października tegoż roku.
Książka została nominowana do nagrody Brama Stokera.
W kwietniu 2017 wytwórnia Anonymous Content zakupiła prawa do telewizyjnej adaptacji powieści.